# Dioksinska afera
Doksinska afera je politična kriza, ki je udarila v Belgiji spomladi leta 1999. Kontaminacijo surovin s polikloriranimi bifenili (PCB) so odkrili v živilskih proizvodih živali, predvsem jajc in piščancev. Čeprav so zdravstveni inšpektorji poročali problem v januarju, so se meritve opravile samo od maja 1999, ko so mediji razkrili primer. Nato je opozicijski voditelj flamskih liberalcev in demokratov (VLD), Guy Verhofstadt, trdil, da vlada poskuša prikriti tako imenovani "Nota Destickere", ker se je izkazalo, da je bilo več državnih sekretarjev obveščenih veliko prej, da hrana vsebuje PCB in dioksine. 

## Politični škandal
Dioksin afera se je začela z nekaj pritožbami kmetov , ki so opazili povečano smrtnost med novorojenčki piščancev. Laboratorijska analiza je potrdila zelo povečano prisotnost dioksinom podobnih toksinov v jajcih, tkivu in krmi prizadetih ptic. Kasneje je bilo potrjeno, da je dioksinom podobni toksin posledica prisotnosti polikloriranih bifenilov , katerih mnogi so sestavni del skupine dioksinov in dioksinom podobnih spojin in imajo toksične lastnosti in se nahaja v krmi ptice.
Karel Pinxten, minister za kmetijstvo in Marcel Colla, minister za zdravje sta nemudoma odstopila s svojih funkcij in nameščena je bila komisija, z namenom, da razišče verjetne vire onesnaženja in napake, ki so bile narejene s strani vlade. Poznejše raziskave so pokazale, da je vir okužbe prišel iz naftne družbe za oljno in maščobno recikliranje, Verkest.  Maščobe so bile predelane v živalsko krmo, ki je vsebovala tudi transformatorsko olje (hladilne tekočine), poznan vir PCB.
Zaskrbljenost javnosti o kakovosti živalske hrane je postala vroča tema v medijih. To je prisililo komisijo k  prepovedi nekaterih tokov za recikliranje (kot olje za cvrtje) od vstopa v prehransko verigo, da bi preprečili prihodnje kontaminacije. Kasnejše študije so pokazale, da ni bilo nikoli resno ogroženo zdravje ljudi, ker je bil kontaminiran material, v veliki meri možno razredčiti v proizvodnji živalske krme . Sedem milijonov piščancev in petdeset tisoč prašičev je bilo zaklanih in zavrženih.
Mnoge kmetije so zaprli za več mesecev in prepovedali živilske proizvode na trgu. Med preiskavo so se pojavila vprašanja, ali so bili potrebni stroški za uničevanje hrane in surovin, saj je bilo jasno, da je okužena hrana že bila na trgu v obdobju od januarja do maja. Za zaščito kmetov, je vlada obljubila, da jim bo povrnila stroške izgub. Kriza je oškodovala tudi izvoz belgijskih živalskih proizvodov. Veliko Belgijcev je šlo po nakupih za mesne in mlečne izdelke v tujino. Skupni stroški krize s hrano so ocenjeni na 25 milijard frankov, ali  625 milijonov evrov.

## Politika
Kriza z dioksinom je močno vplivala na zvezne volitve leta 1999 (kot tudi na regionalne volitve leta 1999). Vladajoča stranka, Krščanska ljudska stranka (CVP),  je utrpela zgodovinsko izgubo in prisilni konec osemletne vladavine. To je pomenilo zmago za VLD in Guya Verhofstadta, ki je postal predsednik vlade Belgije do leta 2007. Zelene stranke Ecolo in Agalev so tudi izkoristile zaskrbljenost javnosti okoli okolja in kakovosti živil.

## Zdravje
Leta 2001 je javno poročilo objavila, da so bile ugotovljene visoke ravni dioksinov v krvni plazmi v primerjavi z drugimi evropskimi populacijami. Neposredne povezave s krizo z dioksinom so se zdele očitne. Kasneje primerjava z vzorcih krvi, ki so bile sprejete pred krizo ovrgla to hipotezo. Visoke vrednosti lahko pripišemo tudi gosti prebivalstva in industriji .